# Robert Stols
Robert Stols (Roosendaal, 17 november 1985) is een Nederlands voetballer die als middenvelder voor RBC Roosendaal speelde.

## Carrière
Robert Stols speelde in de jeugd van RBC Roosendaal, waarna hij van 2004 tot 2006 bij Jong RBC speelde. Hij zat een wedstrijd bij de selectie van het eerste elftal van RBC, de met 0-4 verloren thuiswedstrijd tegen Feyenoord op 25 september 2004. Stols kwam in de 89e minuut in het veld voor Fouad Makhout. In 2006 vertrok Stols naar de hoofdklasser SSV '65, waarna hij nog voor Vv SHO, DOTO en JOS Watergraafsmeer speelde.

### Statistieken
| Seizoen                         | Club           | Land           | Competitie     | Competitie | Competitie | Beker | Beker | Totaal | Totaal |
| Seizoen                         | Club           | Land           | Competitie     | Wed.       | Dlp.       | Wed.  | Dlp.  | Wed.   | Dlp.   |
| ------------------------------- | -------------- | -------------- | -------------- | ---------- | ---------- | ----- | ----- | ------ | ------ |
| 2004/05                         | RBC Roosendaal | Nederland      | Eredivisie     | 1          | 0          | 0     | 0     | 1      | 0      |
| 2005/06                         | RBC Roosendaal | Nederland      | Eredivisie     | 0          | 0          | 0     | 0     | 0      | 0      |
| Carrièretotaal                  | Carrièretotaal | Carrièretotaal | Carrièretotaal | 1          | 0          | 0     | 0     | 1      | 0      |
| Bijgewerkt op 16 september 2018 |                |                |                |            |            |       |       |        |        |